# Fareed Majeed
Fareed Majeed Ghadban (em árabe: فريد مجيد غضبان; nascido em 17 de agosto de 1986) é um futebolista profissional iraquiano que atua como zagueiro. Atualmente, compete para a equipe Al Shorta.